# ソリナス素数
数学において、ソリナス素数（ソリナスそすう、Solinas prime）または一般化メルセンヌ素数（いっぱんかメルセンヌそすう、Generalized Mersenne prime）とは、素数で{\displaystyle f(2^{m})}の形を持つものである。({\displaystyle f(x)}は小さい整数係数を伴う低次の多項式とする。)ソリナス素数は高速なモジュラー簡約(詳細は後述)に使えるため、暗号によく用いられる。
ソリナス素数はジェローム・ソリナスにちなんで名付けられた。
この素数は、以下の素数のカテゴリーの上位集合となっている。
- メルセンヌ素数:{\displaystyle 2^{k}-1}
- クランドール素数: {\displaystyle 2^{k}-c}({\displaystyle c}はある程度小さな奇数とする)[3]

## モジュラー簡約
{\displaystyle f(t)=t^{d}-c_{d-1}t^{d-1}-...-c_{0}}をすべての係数が{\displaystyle \mathbb {Z} }(整数)のd次方程式とし、{\displaystyle p=f(2^{m})}はソナリス素数とする。この条件で、最大{\displaystyle 2md}ビットの数({\displaystyle n<p^{2}})が与えられるとき、{\displaystyle n}を{\displaystyle p}で割ったあまりと合同でかつ{\displaystyle p}と同じビット数となる数を求める操作について考える。
最初に{\displaystyle n}を{\displaystyle 2^{m}}進数で表すと以下のようになる
{\displaystyle n=\sum _{j=0}^{2d-1}A_{j}2^{mj}}
次に、多項式{\displaystyle f(t)}によって、{\displaystyle \mathbb {Z} }(整数)上に定義された線形帰還シフトレジスタを{\displaystyle d}回繰り返すことによって、{\displaystyle d\times d}の行列である{\displaystyle X=(X_{i,j})}を導き出す。{\displaystyle [0|0|...|0|1]}という{\displaystyle d}個の整数レジスタから開始し、右に1ずつシフトして左に0を代入。各ステップで出力値に{\displaystyle [c_{0},...,c_{d-1}]}を加算する。ここで、{\displaystyle X_{i,j}}はi番目のステップにおけるj番目のレジスタの整数値となるので、Xの最初の行は{\displaystyle (X_{0,j})=[c_{0},...,c_{d-1}]}となることに着目し、式{\displaystyle B=(B_{i})}を以下のように定義する。
{\displaystyle (B_{0}...B_{d-1})=(A_{0}...A_{d-1})+(A_{d}...A_{2d-1})X},
これらの式より、以下のような式が導出できる。
{\displaystyle \sum _{j=0}^{d-1}B_{j}2^{mj}\equiv \sum _{j=0}^{2d-1}A_{j}2^{mj}\mod p}.
したがって、{\displaystyle B}は{\displaystyle n}と合同な{\displaystyle md}ビットの整数だとわかる。
{\displaystyle f}を適切に調整することによって、このモジュラー簡約のアルゴリズムは加算・減算のみとなり元の式{\displaystyle n-p\cdot (n/p)}よりもはるかに効率的になる(除算がないため)。